# Achrestogrammus
 (novembre 2023).
Achrestogrammus achrestus
Genre
Genre
Achrestogrammus est un genre fossile de poissons à nageoires rayonnées de la famille des Hexagrammidae qui ont vécu lors du Miocène. Ce genre n'est représenté que par l'espèce Achrestogrammus achrestus Jordan & Gilbert 1919, décrite initialement sous le protonyme Hexagrammos achrestus.

## Historique
Le genre Achrestogrammus est décrit en 1921 par le paléontologue David Starr Jordan,.

### Fossiles
Selon Paleobiology Database en 2025, ce genre n'a ni fossile ni espèce référencée.

## Répartition
Des restes fossiles d’Achrestogrammus ont été mis au jour en Californie.

## Famille
Selon World Register of Marine Species (12 février 2016) :
- genre Hexagrammos Tilesius, 1810
- genre Ophiodon Girard, 1854
- genre Oxylebius Gill, 1862
- genre Pleurogrammus Gill, 1861
- genre Zaniolepis Girard, 1858

- Hexagrammos lagocephalus.
- Ophiodon elongatus.
- Oxylebius pictus.
- Pleurogrammus azonus.
- Zaniolepis latipinnis.

### Publication originale
- (en) David Starr Jordan, « The Fish Fauna of the California Tertiary », Stanford University publications, États-Unis, vol. 1, no 4,‎ 1921, p. 233-300 (lire en ligne, consulté le 15 novembre 2023).